# Флегонтов, Владимир Васильевич
Владимир Васильевич Флегонтов (род. 22 августа 1987, Якутская АССР) — российский борец вольного стиля. Призёр Кубка мира в команде. Мастер спорта России международного класса.

## Карьера
В январе 2014 года в Красноярске стал серебряным призёром Гран-При Ивана Ярыгина, уступив в финале Рустаму Ампару. В марте 2014 года в Лос-Анджелесе в составе сборной России стал серебряным призёром Кубка мира. В январе 2015 года стал серебряным призёром международного турнира памяти Дейва Шульца в американском Колорадо-Спрингсе. 6 марта 2017 года вышел приказ Министерства спорта России о присвоении спортивного звания «Мастер спорта России международного класса» Владимиру Флегонтову.

## Спортивные результаты
- Гран-При Д. П. Коркин 2013 — ;
- Гран-При Иван Ярыгин 2014 — ;
- Кубок мира по борьбе 2014 (команда) — ;
- Мемориал Билла Фаррелла 2014 — ;
- Мемориал Дэйва Шульца 2015 — ;
- МТ Монголия Опен 2016 — ;